# Komuna e Vranishtit
Komuna e Vranishtit är en kommun i Albanien.   Den ligger i prefekturen Qarku i Vlorës, i den södra delen av landet, 130 km söder om huvudstaden Tirana.
I omgivningarna runt Komuna e Vranishtit växer i huvudsak blandskog.  Runt Komuna e Vranishtit är det ganska tätbefolkat, med 78 invånare per kvadratkilometer.